# بيولوجيا أنظمة السرطان
يحتوي علم الاحياء لأنظمة السرطان على تطبيق بيانات انظمة علم الاحياء للبحث عن مرض السرطان، الذي يستخدم لدراسة المرض مثل النظام التكيفي المعقد مع اظهار الميزات المتعلقة بالمقاييس الحيوية المتعددة.  كشف علم الاحياء لأنظمة السرطان في التطبيق عن أنظمة الدراسات الحيوية للتحليل انه كيف ل شبكة بين خلوية مكونة من خلايا طبيعية تكون في حالة اضطراب وتوتر اثناء تولد السرطان (تسرطن الخلايا) وتطوير نموذج من التوقعات الفعلية التي ستساعد العلماء والأطباء السريريين في التأكد من طرق العلاج والعقاقير الجديدة. تم تشخيص وتمييز الأورام بانها حالة عدم استقرار ل المجموع الجيني والتخلق المتوالي الوراثي التي تعمل على تغيير الوظائف لكثير من الجزيئات والشبكات المختلفة داخل الخلية الأحادية بالإضافة إلى التغير في التفاعل مع البيئة المحيطة. فان تطبيق علم الاحياء لأنظمة السرطان يستند على استخدام الطرق والوسائل الحاسوبية والرياضية لفك الشيفرة المعقدة عند تكون الأورام بالإضافة إلى عدم تطابق السرطان.
يتضمن علم الاحياء لأنظمة السرطان استخدامات واقعية وملموسة من تطبيقات هذا النظام للبحث عن مرض السرطان، بصورة ملحوظة (1) الحاجة إلى أفضل الطرق لاستخلاص التصورات من شبكات واسعة النطاق، (2) أهمية دمج العديد من أنواع البيانات في العمل لتكون النماذج أكثر واقعية، (3) التحديات في ترجمة وصياغة التصورات عن آلية تكون الأورام في الإجراءات والتدخلات العلاجية، (4) ودور الورم في البيئة المجهرية على المستويات الجزيئية والفيزيائية والخلوية.. بالإضافة إلى ان علم الاحياء لأنظمة السرطان اقر رؤية شاملة وكاملة عن مرض السرطان تهدف إلى دمج معاييرها الحيوية العديدة، بما في ذلك التوارث، وشبكات الإشارات،  وعلم الوراثة ، والسلوك الخلوي، والخصائص الميكانيكية، وعلم الانسجة، وقائمة الطب السريري وعلم الأوبئة.
```
وفي النهاية، يتم تفسير خصائص السرطان على مدى واحد، مثل علم الأنسجة، والذي تم تفسيره من خلال الخصائص المفسرة في الأسفل، ومثال على ذلك، سلوك الخلية.
```

دمج علم الاحياء لأنظمة السرطان بين أبحاث السرطان الأساسية والسريرية التقليدية مع العلوم «الدقيقة»، مثل علم الرياضيات التطبيقي والهندسة والفيزياء. وهو يشمل طيفًا من التقنيات لتوليد (التحليل النطاقي) مثل (علم الجينوم، علم البروتينات، علم الوراثة، إلخ) والتصوير الجزيئي، وخوارزميات حسابية ونماذج كمية تسلط الضوء على الآليات المخفية وراء عملية السرطان والتنبؤ بالاستجابة للتدخل. يشتمل تطبيق علم الاحياء لأنظمة السرطان ليس فقط على توضيح الشبكات الخلوية والجزيئية الحرجة الكامنة وراء خطر الإصابة بالسرطان وبدئه وتقدمه؛ وبالتالي تعزيز وجهة نظر بديلة للمفاهيم الاختزالية التقليدية التي ركزت عادة على وصف الانحرافات الجزيئية الأحادية.
يجد علم الاحياء لانظمة السرطان جذوره في عدد من الأحداث والتحقيقات في مجال الابحاث الطبية الحيوية، وبالإضافة إلى ذلك في التطورات التكنولوجية.
```
السرطان تاريخيا كان معروف ومفهوم وتتم معالجته على انه مرض منفصل بكيانه.
```

. كان يُنظر إليه على أنه مكون «غريب» ينمو ككتلة متجانسة، وكانت أفضل طريقة لمعالجته هي استئصاله. إلى جانب التأثير المستمر للتدخل الجراحي، تطورت هذه الرؤية المبسطة للسرطان بشكل كبير. وبالتزامن مع استثمار البيولوجيا الجزيئية، حرصت الابحاث السرطانية على تحديد الجينات السرطانية الخطيرة أو جينات الأورام الخاملة في مسببات السرطان.
هذه الإنجازات أدت إلى ثورة كبيرة حول فهمنا للاحداث الجيزيئية التي أدت إلى تقدمات متتالية للسرطان. يمكن اعتبار العلاج المستهدف الذروة الحالية للتقدم الذي تحرزه هذه الرؤى..